# Aepyceros
Aepyceros és un gènere d'artiodàctils de la família dels bòvids que té un sol representant vivent, l'impala (A. melampus). Tant l'espècie actual com les extintes tenen una distribució subsahariana. Aparegueren fa uns 11 milions d'anys. Pasturen i brostegen en grup per protegir-se dels predadors mentre busquen plantes monocotiledònies i dicotiledònies, fruita i parts d'acàcies.